# Franziskus – Ein Rockpoem mit Musik von Rio Reiser
Franziskus – Ein Rockpoem mit Musik von Rio Reiser ist ein Theaterstück für einen Schauspieler und eine Rockband, das Stationen aus dem Leben des Franz von Assisi mit der Musik von Ton Steine Scherben und Rio Reiser verbindet. Das Werk wurde am 2. Juni 2011 in der Trinitatis-Kirchruine in Dresden beim 33. Deutschen Evangelischen Kirchentag uraufgeführt. Es folgten weitere Aufführungen des Werkes, unter anderen in Goseck, Freiberg, Seelitz und Voigtsdorf

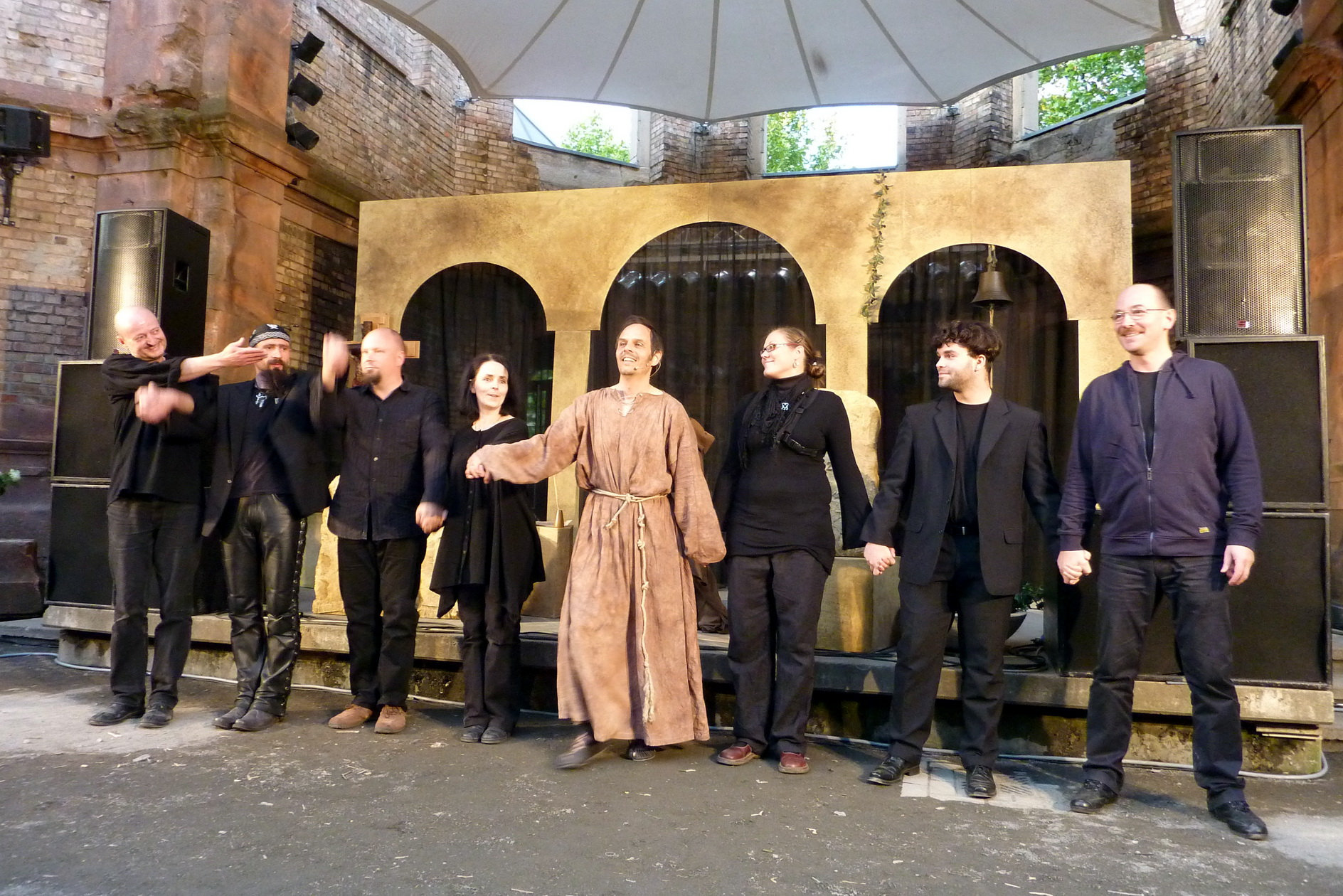
Schlussapplaus nach der Aufführung in der Trinitatiskirche (2011)

## Der Text
Das Textbuch von Isolde Lommatzsch greift zahlreiche originale Zitate aus dem Nachlass des Franz von Assisi auf. Weiterhin wurden zur Einführung der Szenen Texte der Biographen sowie aus den Legenden im originalen Wortlaut eingebunden. Das Werk gliedert sich in fünf szenische Monologe und beinhaltet wichtige Lebensstationen des Heiligen sowie sein Ringen um Reformen. Den Fußspuren Jesu wollte „der kleine Arme“ folgen, auf seinem mühsamen Weg erfuhr er Leid und Erfüllung. Die Titel der Szenen dienen als Handlungsüberblick:
1. Franziskus’ Weg zu Jesu
2. Die apostolische Bewegung
3. Wachstum des Ordens und Abkehr von der Urregel
4. Franziskus’ Zweifel und Zurückgezogenheit
5. Die Vision vom Seraphen und das Testament

Einen beachtlichen Teil des Textbuches nehmen die Liedtexte von Rio Reiser ein, die die Gefühle und Gedanken des Heiligen widerspiegeln und der Handlung gleichzeitig Aktualität verleihen. Einige Liedtexte stammen von Isolde Lommatzsch, hervorzuheben ist die Nachdichtung des altitalienischen Poems Sonnengesang auf der Grundlage einer wörtlichen Übertragung von Paul Sabatier.

## Die Musik
Der neuvertonte „Sonnengesang“ zieht sich wie ein roter Faden durch alle Szenen und vereint Elemente mittelalterlicher Musik mit dem Instrumentarium der Rockband. Somit stellt er das musikalische Bindeglied  zu den Liedern von Rio Reiser, Ton Steine Scherben und Wunderbuntd dar. Zur Untermalung dienen in einigen Szenen des Weiteren Choralmelodien, die abwechselnd vokal oder instrumental (Orgel, Saxophon) improvisiert werden. Die Musik ist dem szenischen Part somit ebenbürtig, was durch insgesamt zwölf Rocktitel, die Reminiszenzen des Sonnengesangs sowie durch Choräle und Untermalungen gelingt.

## Die Konzeption
Bewusst wurde der Begriff „Rockpoem“ gewählt, um das 100-minütige Theaterstück mit seinem kontemplativen Charakter vom Musical abzugrenzen. Die Inszenierung gestaltet sich daher sparsam, was Ausstattung und technische Effekte angeht. Vor gotischen Bögen agiert der Protagonist mit symbolhaften Kulissen und Requisiten und die Musiker wirken auf der hinteren Bühnenebene. In einzelnen Passagen treten sie auch als Statisten (zum Beispiel beim Abendmahl) oder als Sänger beziehungsweise Instrumentalisten in Erscheinung (zum Beispiel eine Saxophonimprovisation bei Franziskus’ Gespräch mit einem Falken).
Im Mittelpunkt des Theaterstückes stehen die Botschaften, die der Heilige und der Anarchist Rio Reiser an das Publikum richten. Im Leitsatz des Programms kommen ihre Gemeinsamkeiten zum Ausdruck:
„Beide sind Idealisten.

Beide sind Rebellen.

Beide sind Visionäre.

Sie leben in anderen Zeiten,

stammen von fernen Orten

und sprechen verschiedene Sprachen.

Doch nun begegnen sie sich

und gehen gemeinsam ein Stück des Weges,

immer auf der Suche:

Schritt für Schritt ins Paradies.“

## CD-Veröffentlichung
- "Franziskus", Maxvoice-Verlag (Dresden, 2011)